# Chavaramangala, Malur
Chavaramangala là một làng thuộc tehsil Malur, huyện Kolar, bang Karnataka, Ấn Độ.